# 公営企業金融公庫
公営企業金融公庫（こうえいきぎょうきんゆうこうこ、英称：Japan Finance Corporation for Municipal Enterprises、JFM）は、2008年（平成20年）10月1日まで存在した、総務省及び財務省所管の政策金融機関たる特殊法人。全地方公共団体が出資して設立した地方公営企業等金融機構に一切の権利・義務を承継し、廃止された。

## 概要
- 所在：東京都千代田区日比谷公園1番3号 市政会館内
- 設立：1957年（昭和32年）6月1日
- 廃止：2008年（平成20年）10月1日
- 資本金：166億円（2005年（平成17年）3月末 全額政府出資）
- 役員構成：総裁1名、理事3名（ほかに非常勤理事1名）、監事1名

なお、同公庫は全額政府出資の機関であるが、利差補填引当金や借換損失引当金等を設けることで利益の発生を回避していたため、設立から廃止されるまでの間、一度も国庫納付を行っていない。

## 業務内容
地方公共団体の経営する上水道・下水道、公営交通、病院などの地方公営企業をはじめ、地方道路公社や土地開発公社等が行う住民生活に密接した事業に対し、低利かつ長期の資金を供給した。その貸付原資の大部分は、本公庫が発行する政府保証債の「公営企業債券」により調達し、いわば地方公共団体に代わって市場から資金を調達する役割を担っていた。2005年度（平成17年度）末の貸付残高は24兆7,659億円、債券残高は21兆8,252億円。
政府保証債の財投要求額及び財投計画額の推移（出典：財政投融資リポート）
- 平成12年度　計画額 17,520億円
- 平成13年度　計画額 16,770億円
- 平成14年度　要求額 16,620億円 計画額 15,320億円
- 平成15年度　要求額 15,310億円 計画額 15,310億円
- 平成16年度　要求額 15,160億円 計画額 13,800億円
- 平成17年度　要求額 12,650億円 計画額 11,700億円
- 平成18年度　要求額 10,540億円 計画額 10,000億円
- 平成19年度　要求額  9,640億円 計画額  8,500億円
- 平成20年度　要求額  7,700億円 計画額  7,700億円
- 平成21年度　要求額  8,500億円 計画額  8,200億円（地方公共団体金融機構への改組により以下は同機構の政府保証債額）
- 平成22年度　要求額  8,000億円 計画額  7,500億円
- 平成23年度　要求額  7,300億円 計画額  7,100億円
- 平成24年度　要求額  7,000億円 計画額  8,100億円
- 平成25年度　要求額 11,400億円 計画額 11,700億円
- 平成26年度　要求額  7,600億円 計画額  6,300億円

## 改組の動向
以下のプロセスを経て、全地方公共団体が共同出資して設立する地方公営企業等金融機構への改組が決定された。
- 2002年（平成14年）12月13日 - 経済財政諮問会議が「政策金融改革について」を決定。
- 2005年（平成17年）11月29日 - 経済財政諮問会議が「政策金融改革の基本方針」を決定。
- 2005年（平成17年）12月24日 - 「行政改革の重要方針」を閣議決定。
- 2006年（平成18年）6月2日 - 「簡素で効率的な政府を実現するための行政改革の推進に関する法律」（平成18年法律第47号）が公布・施行。
- 2006年（平成18年）6月27日 - 政策金融改革推進本部・行政改革推進本部の合同会議が、「政策金融改革に係る制度設計」を決定。
- 2007年（平成19年）2月23日 - 「地方公営企業等金融機構法案」を閣議決定、同日国会に提出。
- 2007年（平成19年）5月30日 - 「地方公営企業等金融機構法」（平成19年法律第64号）が公布。
- 2008年（平成20年）8月1日 - 業務を承継する地方公営企業等金融機構が先行して設立。
- 2008年（平成20年）10月1日 - 公営企業金融公庫を廃止。地方公営企業等金融機構が業務開始。

改組の内容
- 公営企業金融公庫は2008年（平成20年）10月1日に廃止する。
- 地方公共団体は共同して、資金調達のための新組織「地方公営企業等金融機構」を自ら設立する。
- 新機構は旧公庫の権利・義務の一切を承継する。
- 新機構に代表者会議を置き、地方公共団体の首長の中から選任された者及び有識者によって組織する。代表者会議は新機構の理事長及び監事を任命し、理事長は代表者会議の同意を得て副理事長及び理事を任命する。
- 新機構は、個々の地方公共団体の資金調達の環境整備を行うとともに、必要に応じて債券発行により資金調達を行い、個々の地方公共団体の公営企業（水道、交通、病院、下水道、公営住宅等）の地方債資金に貸付けを行う。その際、国は、新たな出資・保証及びヒト・モノ・カネの全ての面における関与を行わない。

## イメージキャラクター
- 1997年（平成9年）度：中森友香
- 1998年（平成10年）度：中村真理
- 1999年（平成11年）度：大谷みつほ
- 2000年（平成12年）度：西尾まいか
- 2001年（平成13年）度：北原奈々子
- 2002年（平成14年）度：栗田梨子
- 2003年（平成15年）度：柳沢なな
- 2004年（平成16年）度：若槻千夏
- 2005年（平成17年）度：星井七瀬